# Aljub de la Font Santa
L'aljub de la Font Santa o balneari de Sant Joan de la Font Santa (també conegut com a aljub de Cas Donat o aljub des Banyos) és un aljub del municipi de Campos (Mallorca) que ha esdevingut un edifici històric.

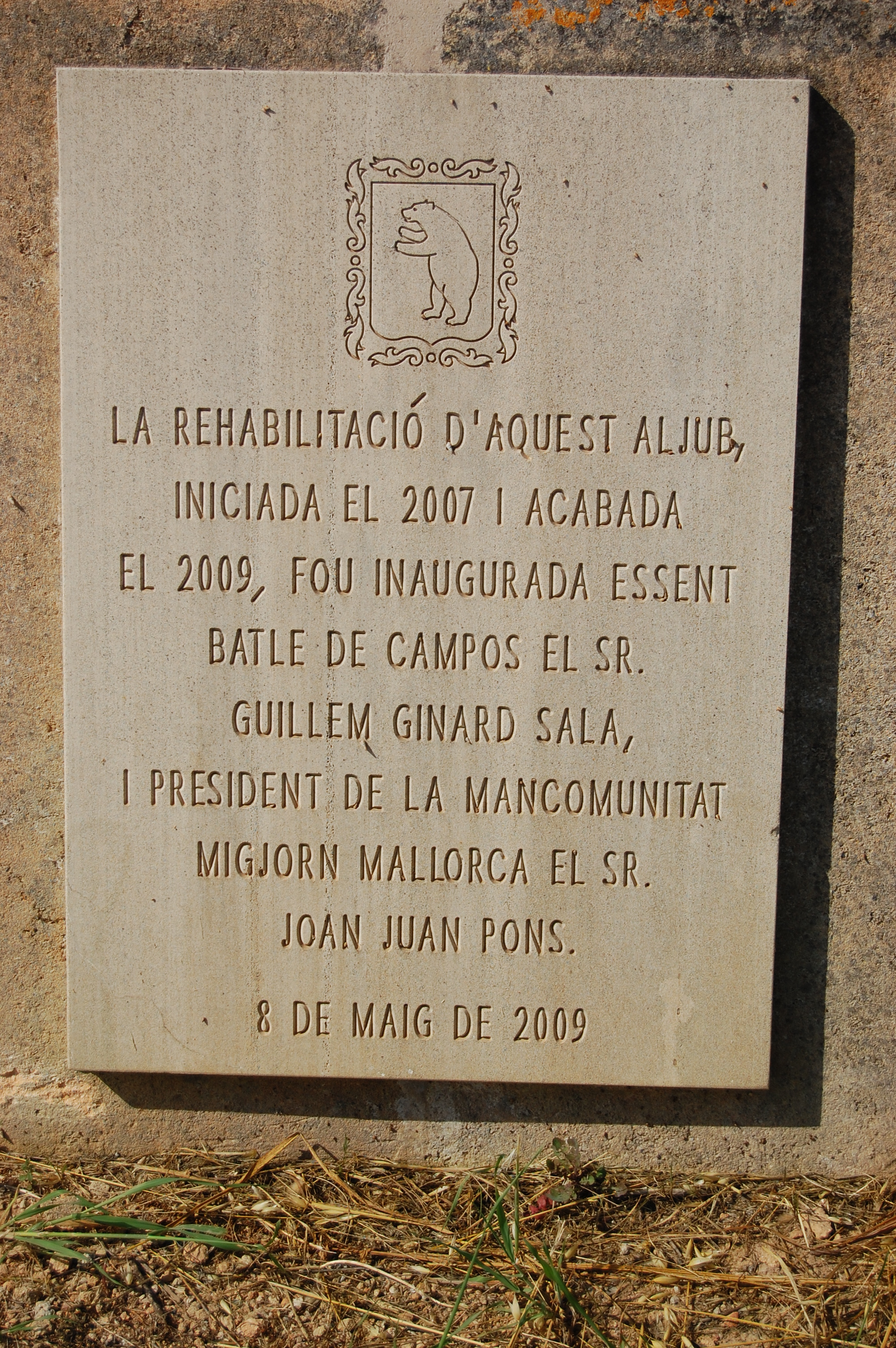
Placa al lateral de l'edifici

Va ser construït entre 1671 i 1673 durant la restauració de l'església de Sant Joan de la Font Santa, que s'hi troba a uns cinquanta metres, amb la remodelació de l'antiga casa de banys coneguda com a Cas Donat. En un costat hi ha gravada una creu i l'escut de Campos.
Era de propietat municipal i servia per a proveir d'aigua l'oratori i la gent dels voltants. Utilitzava un sistema de doble filtre per a portar l'aigua a piques tant a l'interior com a l'exterior de la casa i per a servir d'abeurador per als animals. Tenia una capacitat d'uns 400.000 litres i va estar en ús fins al segle xix. Entre 2007 i 2009, se'n va fer una restauració i es va inaugurar una placa commemorativa.